# Aktienspeicher

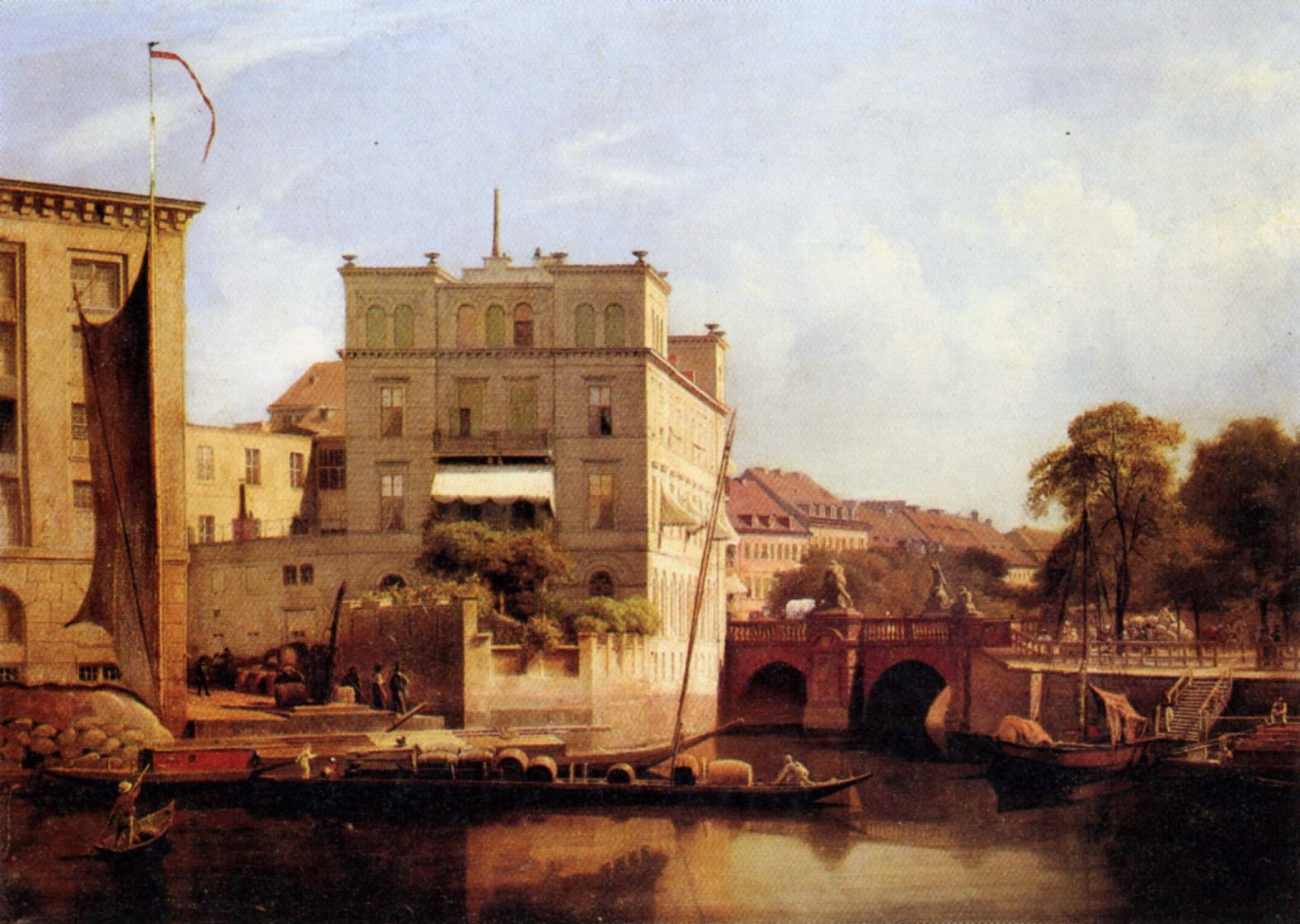
Blick auf die Herkulesbrücke (rechts) mit dem Komplex von Wohn- und Speichergebäuden der Speicher-Aktiengesellschaft (Mitte und links)
Gemälde von Eduard Gaertner, 1846

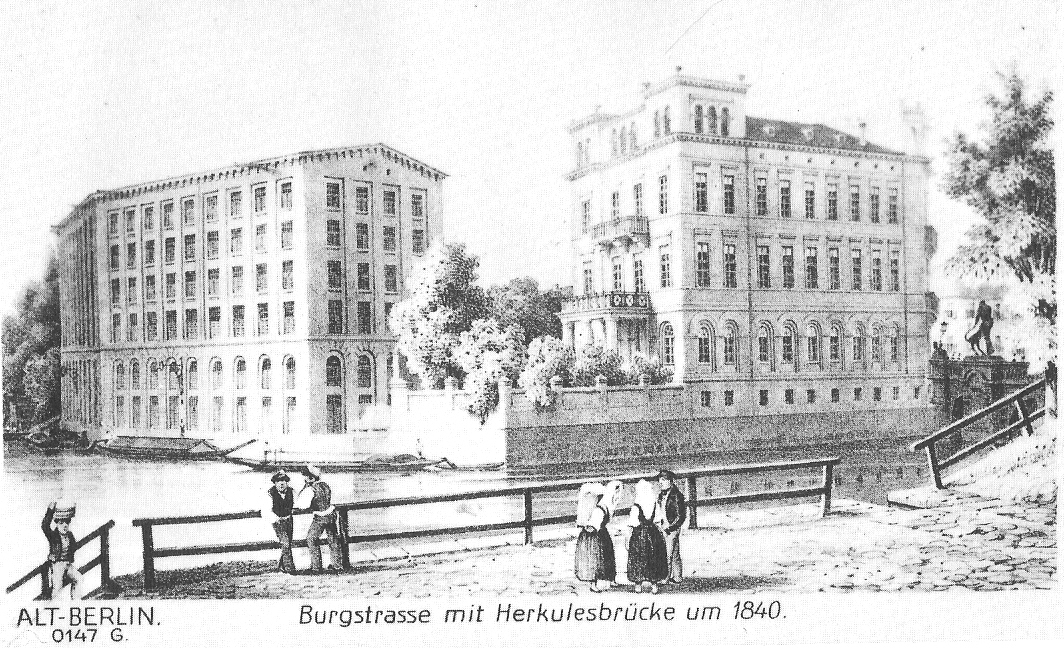
Der sechsgeschossige Aktienspeicher (links) und das Wohngebäude (rechts) an der Kleinen Präsidentenstraße in Berlin, 1840. Vorn: das nördliche Ende der Burgstraße.
Zeitgenössischer Stich eines unbekannten Künstlers

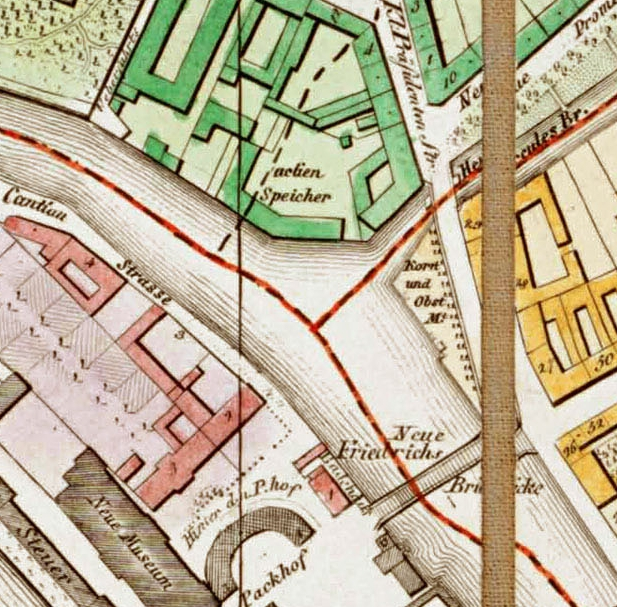
Der Aktienspeicher lag günstig am Ostufer der Spree
Ausschnitt aus der Berlin-Karte von Johann Christian Selter, 1846

Der sogenannte Aktienspeicher war ein Speichergebäude in Berlin, das der Berliner Speicher-Aktiengesellschaft gehörte und von 1836/1837 bis 1884 bestand.

## Wirtschaftszentrum Berlin
Die Rolle Berlins als Hauptstadt Preußens und später des Deutschen Reiches führte auch zu einem wirtschaftlichen Aufschwung in der Stadt, der sich in einem ständig steigenden Warenverkehr niederschlug. Für diesen wiederum wurden Speichergebäude zur Lagerung der Waren benötigt. Im 19. Jahrhundert wurden einige solcher Gebäude von Vereinigungen privater Kaufleute errichtet, dazu zählte ein Mehllagerhaus der Berliner Bäcker-Innung auf der Museumsinsel, der sogenannte Inselspeicher auf der „Insel“ in der Spree und das Aktienspeicher genannte Lagerhaus der Speicher-Aktiengesellschaft (in dem Güter aller Art gelagert wurden).

## Die Speicher-Aktiengesellschaft
Die Speicher-Aktiengesellschaft wurde Ende 1835 unter Führung Joseph Mendelssohns mit dem Ziel gegründet, dem wachsenden Handel den dringend benötigten Speicherplatz zur Verfügung zu stellen. Unweit des königlichen Neuen Packhofs auf der Museumsinsel, wo der ehemalige Festungsgraben von der Spree abzweigte, lag zu dieser Zeit ein größtenteils unbebautes, für eine weitere Gewerbebebauung vorgesehenes Gelände, ein früheres Ravelin der Festung. Dort war nach 1750 zunächst eine Kattunfabrik angesiedelt worden. Dieses Gelände mit der Adresse Kleine Präsidentenstraße 7 erwarb die Speicher-Aktiengesellschaft, da es für den geplanten Speicherbau günstig lag. Die Verbreiterung der Spree an dieser Stelle ermöglichte den Ladebetrieb, ohne die Schifffahrt auf dem Fluss zu beeinträchtigen.

## Der Aktienspeicher an der Herkulesbrücke
Das Gemälde von Eduard Gaertner zeigt (von der Spree aus gesehen) einen Blick in den früheren Festungsgraben hinein. Der Festungsgraben (auch „Königsgraben“ genannt) wurde nahe seiner Mündung in die Spree von der 1787/1788 von Carl Gotthard Langhans errichteten Simson- oder Herkulesbrücke überspannt. Auf dem Gemälde von Gärtner ist in der Mitte rechts die Herkulesbrücke zu sehen. Links daneben ragt das Wohn- und Verwaltungsgebäude der Speicher-Aktiengesellschaft auf. Am linken Bildrand ist ein Teil des eigentlichen Speichergebäudes zu sehen.

## Baubeschreibung
Der Architekt der Anlage, deren Bau 1836/1837 begonnen wurde, war Friedrich Wilhelm Langerhans, der 1824–1827 bereits den Inselspeicher gebaut hatte. Die Anlage bestand aus zwei Komplexen. Am Festungsgraben wurden dreigeschossige Wohngebäude von etwa 70 m Frontlänge mit dazugehörigen Flügel-, Wirtschafts- und Stallgebäuden errichtet. Diese Gebäude umschlossen einen Hof und bildeten eine für sich bestehende Anlage, die mit dem eigentlichen Speicherkomplex keine unmittelbare Berührung hatte. In den Wohngebäuden befanden sich zehn größere und kleinere Wohnungen. Im Erdgeschoss waren Räume für Ladengeschäfte vorgesehen.
Der größere Teil des Grundstücks verblieb für die Anlage des Speichergebäudes, das einen eigenen Hofraum erhielt. Das Speichergebäude stand unmittelbar an der Spree. Güter konnten so über Flaschenzüge aus den Lastkähnen direkt in die höheren Stockwerke hinaufgewunden werden.

## Abriss 1884
1879 wurde der Festungsgraben zugeschüttet und auf seinem Verlauf die Berliner Stadtbahn durch die Stadt geführt. Am 31. Oktober 1883 hatte die Generalversammlung den Aufsichtsrat bevollmächtigt, ihre Liegenschaften gegenüber der Museumsinsel an das Cultusministerium zu verkaufen. 1884 erfolgte der Abriss der Speicheranlagen, die Speicher-Aktiengesellschaft ging in Liquidation.
Später wurde das feste Gebäude des Circus Busch auf diesem Grundstück errichtet, 1895 eröffnet.